# Эгрефёй-д’Они (кантон)
Эгрефёй-д’Они (фр. Aigrefeuille-d’Aunis) — кантон во Франции, находится в регионе Пуату — Шаранта. Департамент кантона — Шаранта Приморская. Входит в состав округа Рошфор. Население кантона на 2006 год составляло 12 602 человек.
Код INSEE кантона 1701. Всего в кантон Эгрефёй-д’Они входят 11 коммун, из них главной коммуной является Эгрефёй-д’Они.

## Коммуны кантона
- Эгрефёй-д’Они — население 3523 чел.
- Ардийер — население 771 чел.
- Баллон (Шаранта Приморская) — население 640 чел.
- Буэ (Шаранта Приморская) — население 656 чел.
- Шамбон — население 841 чел.
- Сире-д’Они — население 1095 чел.
- Форж — население 1092 чел.
- Ландре — население 612 чел.
- Ле-Ту — население 1354 чел.
- Тере — население 1383 чел.
- Вирсон — население 635 чел.